# Pierre Froidebise
 (août 2021).
Si vous disposez d'ouvrages ou d'articles de référence ou si vous connaissez des sites web de qualité traitant du thème abordé ici, merci de compléter l'article en donnant les références utiles à sa vérifiabilité et en les liant à la section « Notes et références ».
Pierre Froidebise (15 mai 1914, Ohey - 28 octobre 1962, Liège) est un organiste et compositeur belge.

## Biographie
Initié à l’orgue par l’abbé Camille Jacquemin, il entre au Conservatoire royal de Bruxelles et obtient un premier prix d’orgue en 1939 dans la classe de Paul de Maleingreau. Il se perfectionne ensuite à Paris auprès de Charles Tournemire.
Au plan de l'écriture, il travaille avec Raymond Moulaert, Léon Jongen et Jean Absil et prend des leçons privées de composition avec Paul Gilson.
Il devient professeur au Conservatoire de Liège, organiste de l’Église Saint-Jacques-le-Mineur de Liège, puis maitre de chapelle au Grand Séminaire.
Il est l’un des premiers à s’intéresser au patrimoine des orgues anciens et à interpréter la musique écrite pour ces instruments ; il produit des enregistrements dont plusieurs font autorité et ont remporté à deux reprises un « Grand Prix du Disque » en France.
Ses travaux dans ce domaine sont poursuivis par sa fille Anne Froidebise, organiste et claveciniste tandis que son fils Jean-Pierre devient guitariste, auteur-compositeur et chanteur..
Pierre Froidebise s’intéresse aussi à la musique dodécaphonique et à la musique aléatoire.
Il a écrit de la musique symphonique, de la musique de chambre et instrumentale, des musiques de scène, des opéras radiophoniques.
Pédagogue, son influence est reconnue sur les jeunes compositeurs tels que Philippe Boesmans ou Henri Pousseur.
Il a également réalisé des émissions radiophoniques de vulgarisation et a participé à la création du troisième programme de la RTB (devenue Musiq'3).
Pierre Froidebise est le père de l'organiste, claveciniste et pédagogue Anne Froidebise, organiste, ainsi que du musicien et chanteur Jean-Pierre Froidebise.

## Œuvres

### Clavier

#### Piano
- Sept croquis brefs (1934)
- La légende de St Julien l’Hospitalier (1940; orch. 1941)
- Hommage à Chopin (1947)
- Livre de ricercare

#### Orgue
- Trois pièces (1933)
- Suite brève (1934)
- Diptyque (1936)
- Prélude et Fugue (1936)
- Sonatina (1939)
- Prélude et Fughetta
- Livre de noëls belges
- Hommage à J.S. Bach

### Musique de chambre
- Sonate, pour violon et piano (1938)
- Petite suite monodique, pour flûte ou clarinette
- Petite suite, quintette à bois.
- Dom Japhet d'Arménie, pour 2 clarinettes, 2 bassons, 2 cors, 2 trompettes, 2 trombones, harpe, 3 timbales et percussions (1956)

### Voix
- Notre père (?1934)
- La lumière endormie, cantate(1941)
- Trois poèmes japonais, Op. 1, No. 1, soprano ou tenor et orchestre (1942)
- Trois poèmes japonais, pour voix moyenne piano (1942)
- La navigation d’Ulysse, cantata, 1943
- Cinq comptines, Op. 1, No. 2, soprano ou tenor et 11 instruments (1947)
- Amercœur, Op. 1, No. 3, soprano, quintette à bois et piano (1948)
- La cloche engloutie, cantata (1956)
- Stèle pour Sei Shonagon, Op. 1, No. 4, soprano et orchestre de chambre (19 instruments), 1958
- Ne recorderis
- Poème chinois, soprano ou ténor et piano
- Choral motets : "Justorum animae", "Laudate Dominum", "Puer natus est"

### Orchestre
- De l’aube à la nuit (1934–37)
- La légende de St Julien l’Hospitalier (1941)

### Opéra (pour radio)
- La bergère et le ramoneur (1954)
- La lune amère (1956)

### Ballet
- Le bal chez le voisin, orchestra (1954)
- L’aube

### Musique de scène
- Antigone (Sophocle, 1936)
- Œdipe roi (Sophocle, ?1946)
- Ce vieil Œdipe (A. Curvers, ?1946)
- Elkerlyc (1949)
- Jan van Nude (M. Lambilliotte, 1951)
- Les choéphores (Aeschylus, 1954)
- Hippolyte (Euripide)
- La maison à deux portes (Calderón)
- Une ville chantait (J. de Coune)
- Le p’tit bateau de la réunion (J.M. Landier)

### Musique de film
- Visite à Picasso (Paul Haesaerts, 1951), collab. André Souris
- Lumière des hommes (Bernhart, 1954)

### Témoignage Audio
Deux cassettes audio ont été réalisées par Robert Sacré dans le cadre des Affaires Culturelles de la Province de Liège pour le compte de la Médiathèque de Liège . Elles contiennent des témoignages de musiciens ou de proches et des extraits d'œuvres 
- Hommage à Pierre Froisebise, vol, 1, "L'homme", 1983, MPL 021

- Hommage à Pierre Froidebise, vol. 2, "Le musicien", 1983, MPL 022.